# Regiment de preservació de pestilència
El Regiment de preservació de pestilència és un tractat sobre la pesta, escrit pel metge Jacme d'Agramont l'any 1348. Se'l considera la primera obra mèdica en català i una mostra primerenca de l'ús del català en les obres científiques.
El Regiment és un breu tractat profilàctic amb el qual Jacme d'Agramont es proposa de prevenir la població lleidatana davant l'epidèmia de pesta negra que va assolar Europa el 1347 i que va arribar a Catalunya el 1348. És una de les obres més primerenques en resposta a la pesta pel que fa al Mediterrani llatí. Agramont el va escriure en català i no pas en llatí perquè no s'adreçava a la classe mèdica, sinó a la població en general. Està escrit en un llenguatge planer i hi ha trets del català occidental.
Es conserva només un manuscrit del tractat, del 1387, que és còpia de l'original, redactat el 1348. El va descobrir l'erudit lleidatà Enric Arderiu a la primeria del segle xx, a l'arxiu de la parròquia de Verdú i el va editar l'any 1910 a Lleida, amb algunes modernitzacions del llenguatge i alguns errors.
Els primers estudis científics del text els van fer el 1925 l'historiador de la medicina alemany Karl Sudhoff i el microbiòleg suís Arnold Klebs. L'estudi més complet el va fer el 1948 el bacteriòleg nord-americà Charles Eduard Winslow conjuntament amb l'esposa del doctor Francesc Duran i Reynals, els quals també en van publicar una traducció a l'anglès l'any següent.
Posteriorment, el 1971, Joan Veny va tenir cura d'una edició fidel al text, amb pròleg de Josep Maria de Casacuberta. Més recentment, el mateix Veny junt amb altres investigadors n'ha publicat una edició més moderna, amb estudis introductoris i un facsímil.
Jacme d'Agramont, professor de Medicina a l'Estudi General de Lleida, va morir de pesta un any després de publicar el llibre, el 1349.